# Либерман, Авигдор

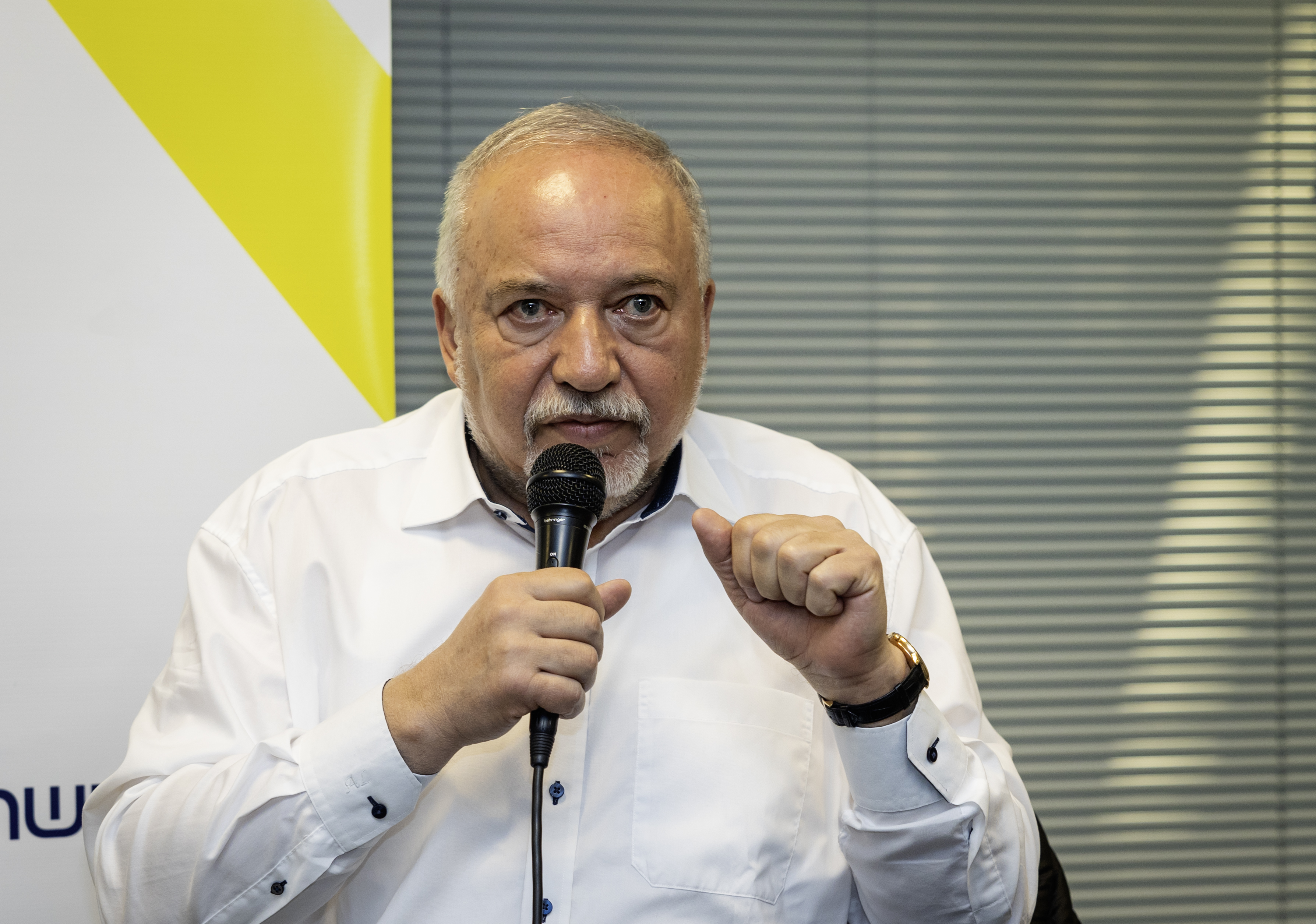
Авигдор Либерман на фестивале Лимуд 2024

Авигдо́р Ли́берман (ивр. אביגדור ליברמן‎, при рождении Э́вик Льво́вич Ли́берман; род. 5 июля 1958, Кишинёв, Молдавская ССР, СССР) — израильский политик.
Министр обороны Израиля (30 мая 2016 — 14 ноября 2018). Министр иностранных дел в двух составах правительства Израиля, депутат кнессета, министр финансов (2021—2022), лидер политической партии «Наш дом Израиль».

## Биография
Авигдор Либерман родился в семье Льва Янкелевича Либермана (1921—2007) и Фиры (Эстер) Марковны Либерман (1924—2014), переселившихся в Кишинёв из Оргеева незадолго до его рождения. Отец в годы Великой Отечественной войны служил в действующей армии, был ранен, 5 июля 1942 года попал в плен и содержался в лагере Котвиц в Судетах до конца войны под вымышленным именем; демобилизован в Австрии. В 1949 году родители со своими семьями были высланы на спецпоселение в Сибирь и поженились в 1953 году в Тайшете; после освобождения в конце 1955 года вернулись в Оргеев.
Двоюродный брат (сын родной сестры отца Этель Яковлевны Либерман) — молдавский физик, заведующий лабораторией литых микропроводов и нитевидных наноструктур кишинёвского НИИ ELIRI Анатолий Матусович Иойшер (род. 1946), автор монографии «Полупроводниковые и полуметаллические микропровода» (1989).

### Учёба
После окончания 41-й средней школы поступил на гидромелиоративный факультет Кишинёвского сельскохозяйственного института, где проучился 3 года.
В 1978 году Авигдор Либерман с родителями репатриировался в Израиль.
В том же году поступил на подготовительное отделение Беэр-Шевского университета.
Там он познакомился со своей будущей женой Элой, на которой женился в 1981 году.
Либерман, после учёбы в Беэр-Шеве, поступил на кафедру международные отношения факультета общественных наук Еврейского университета в Иерусалиме, где получил первую учёную степень BA.

### Армия
С 1982 по 1983 год служил в ЦАХАЛ, в военной администрации Хеврона. Его командиром был полковник Ямини Канаан, занимавший тогда должность заместителя командира военной администрации Хеврона. Демобилизовался в звании рав-турай (ефрейтор)
По окончании срочной службы прошёл курс артиллериста, на военной базе Шивта. Резервистскую службу проходил до 1996 года.

### Семья
Авигдор Либерман владеет ивритом, русским, идишем, английским, румынским языками. Он женат, у него трое детей: дочь Михаль и два сына Амос и Коби. Оба офицеры и проходили службу в боевых частях. Живёт в поселении Нокдим в Иудейской пустыне.

## Начало политической деятельности
- Во время учёбы в университете Либерман вступил в партию Ликуд.

Несколько лет Либерман был руководителем иерусалимского отделения больничной кассы «Леумит». В 1986 году он вошёл в состав совета директоров Иерусалимской экономической компании, занимался разработкой и внедрением проектов развития столицы.
- В 1993 году Либерман был назначен генеральным директором политической партии Ликуд.

Авигдор Либерман сыграл значительную роль в победе кандидата от Национального лагеря Биньямина Нетаньяху на выборах премьер-министра (1996). С июня 1996 года по декабрь 1997 года Либерман занимал пост генерального директора министерства главы правительства.
После резко критической по отношению к нему кампании в СМИ, Либерман ушёл в отставку (1997) и занялся бизнесом, связанным с крупными торговыми операциями в Восточной Европе.

### НДИ
В январе 1999 года Авигдор Либерман объявил о создании партии «Наш дом Израиль» (Исраэ́ль бейте́ну), во главе которой он вышел на выборы в кнессет. Партия шла на выборы как секторальная русскоязычная под девизом: «С Либерманом — мы! Без Либермана — нас!» На выборах 17 мая 1999 года партия НДИ получила 4 мандата и оказалась в оппозиции к правительству председателя партии Авода Эхуда Барака. Либерман призвал все партии правого Национального лагеря к объединению, но на его призыв откликнулся только лидер фракции Ихуд леуми (рус. Национальное единство) Рехавам Зеэви (Ганди). Образовавшийся блок НДИ-Национальное единство состоял из 7 депутатов.

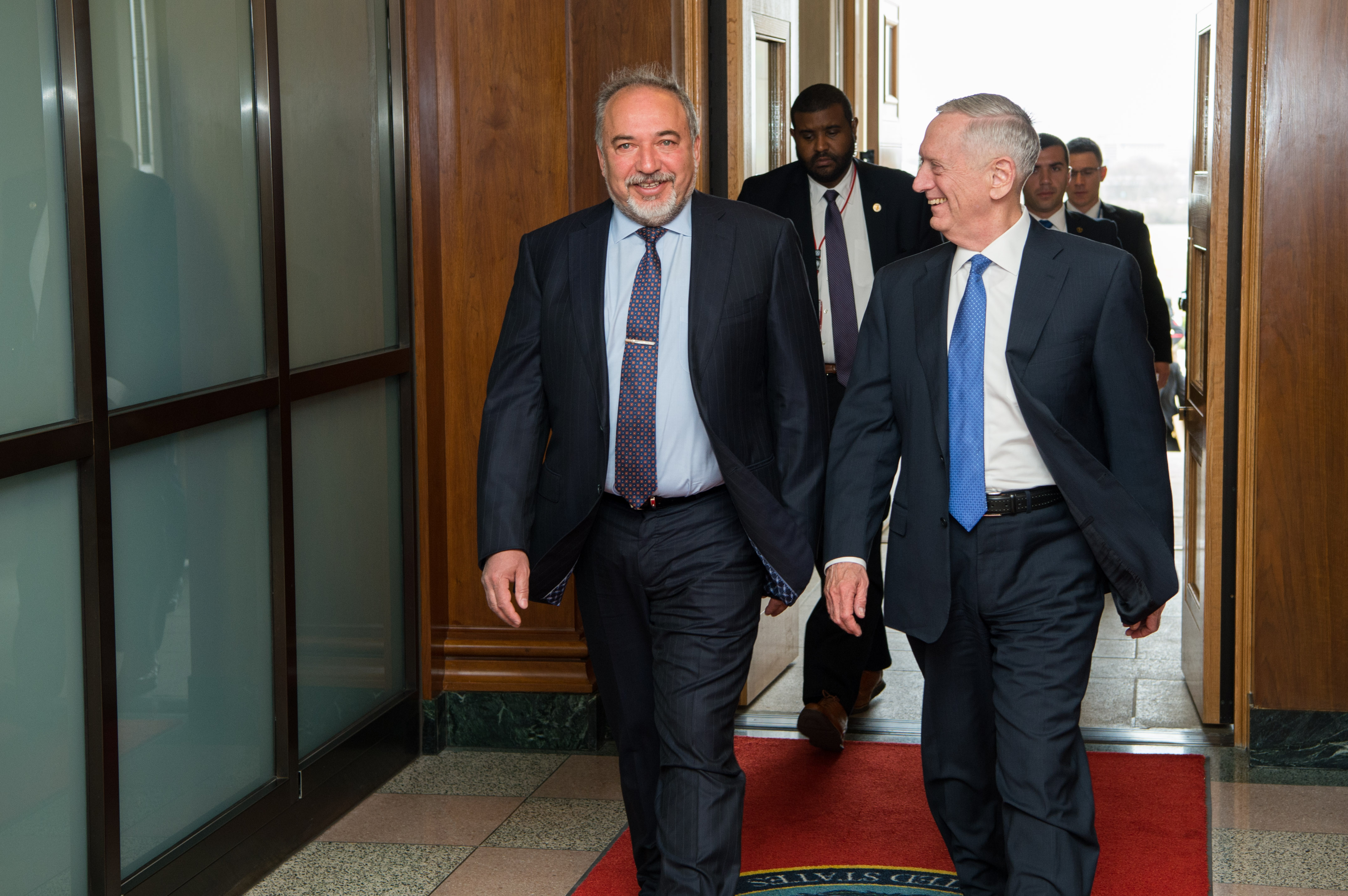
Либерман и Джеймс Мэттис, 2017

В конце 2002 года Либерман возглавил правый блок Национальное единство, состоявший из НДИ и небольших партий правого направления.
В сентябре 2004 года Авигдор Либерман и его партия НДИ вышли из блока Национальное единство и заявили о намерении баллотироваться в кнессет 17-го созыва самостоятельным списком.
28 марта 2006 года партия НДИ во главе с Авигдором Либерманом получила 11 парламентских мандатов.
Евгений Примаков в 2009 году отмечал, что Либерман «гораздо радикальнее» Нетаньяху. По словам Примакова «Либерман говорил, что арабы, живущие в Израиле, не должны обладать гражданскими, политическими правами наряду с евреями. Они быстрее „размножаются“ и в конце концов похоронят главную идею сионизма: создание еврейского государства. Пусть довольствуются правом на жительство…».

## Министр национальной инфраструктуры
(07.03.2001 — 14.03.2002)
В 2001 году (Двадцать девятое правительство Израиля, НДИ+Ихуд леуми) министром национальной инфраструктуры стал Либерман — это был его первый министерский пост, он сменил Авраама Шохата, занимавшего до него эту должность.
Водный кризис в стране привёл к тому, что Израиль подписал соглашение с Турцией о поставке воды. В 2001 году делегации отправлялись в Турцию. Либерман был против, считая, что Израиль должен воду опреснять.
- В мае 2001 года был объявлен конкурс[25] на строительство первой в Израиле опреснительной станции такой мощности для опреснения морской воды. (Первая станция только для нужд Эйлата, опресняющая морскую воду, была запущена в 1997 году).
- 4 сентября 2001 года группа компаний победила в конкурсе[26]. Строительство началось в 2003 году в городе Ашкелоне. Станция начала работать в 2005 году.

При Либермане начались изменения в водном хозяйстве страны, но из-за бюрократии они застопорились.
Израиль и водное хозяйство
(Тема: Опреснение морской воды)
Сейчас в Израиле работают 5 станций по опреснению морской воды (Ашкелон, Хадера, Пальмахим, Сорек, Ашдод). До продвижения решения о начале проекта по опреснению положение в Израиле было не радужное. Кинерет, дающий треть воды, высыхал. Его уровень опустился ниже красной черты. Население росло, но в 70-е и 80-е годы всё ещё не создавались опреснительные установки.
В конце 80-х годов, когда запасы воды снизились ниже красной черты, сельское хозяйство должно было сократить пользование водой и цены поползли вверх, стало ясно, что необходимо начать опреснение воды. Этому противилось министерство финансов, даже после массовой эмиграции из СССР и мирному договору с Иорданией, по которому Израиль должен был снабжать соседнюю страну водой. В 2000 году возникла возможность побороть систему. Авраам Шохат стал министром финансов и инфраструктуры. Необходимы были разрешения этих двух министерств. Авраам Шохат стал продвигать решение правительства об опреснении 50 миллионов кубических метров воды в год.
Авигдор Либерман, сменивший Шохата, подписал изменённое решение правительства — опреснение 65 миллионов кубометров воды в год. Был проведён конкурс на строительство первой опреснительной станции в Ашкелоне. Её строительство началось в 2003 году Вступила в строй в 2005 году. Мощность 117.7 миллионов кубических метров в год.
Дождливая зима 2002—2003 отменила далеко идущие планы парламентских комиссий по вопросу о причинах нехватки воды в Израиле и они были положены на полку. Лишь в 2007 году, когда было образовано управление по водоснабжению, министерство финансов прекратило сопротивление проекту и он стал претворяться в жизнь.
Выход из правительства
Считая политику правительства в отношении палестинского террора недостаточно жёсткой, партия НДИ вышла из правительственной коалиции, Либерман отказался от министерского портфеля.

## Министр транспорта
(28.02.2003 — 04.06.2004)
На выборах 2003 года блок «Национальное единство» под руководством Авигдора Либермана получил 7 мандатов. Либерман был назначен на пост министра транспорта и вступил в должность в апреле 2003 года. Благодаря проделанной им работе авиакомпания «Эль-Аль» была приватизирована. 2 ноября 2004 года открылся новый современный терминал в аэропорту имени Бен-Гуриона бывший до той поры многолетним долгостроем. В июне 2004 года премьер-министр Шарон уволил Либермана из правительства, за отказ участвовать в голосовании по «плану одностороннего размежевания» (принудительной эвакуации израильских граждан из поселений в секторе Газа). Министр транспорта Либерман намеревался проголосовать против утверждения этого плана.

## Министр стратегического планирования
(30.10.2006 — 16.01.2008)
В 2007 году Авигдор Либерман в результате коалиционного соглашения вошёл в правительство Эхуда Ольмерта и возглавил созданное им министерство стратегического планирования.
В январе 2008 года премьер-министр Ольмерт вернулся из Аннаполиса после конференции по ближневосточному урегулированию и начал переговоры с председателем Палестинской автономии Абу-Мазеном по вопросам статуса Иерусалима и пересмотра границ. Либерман в знак протеста против переговоров подал в отставку с поста министра и продолжил свою деятельность в оппозиции.

## Министр иностранных дел
(31.03.2009 — 16.12.2012)
(11.11.2013 — 06.05.2015)

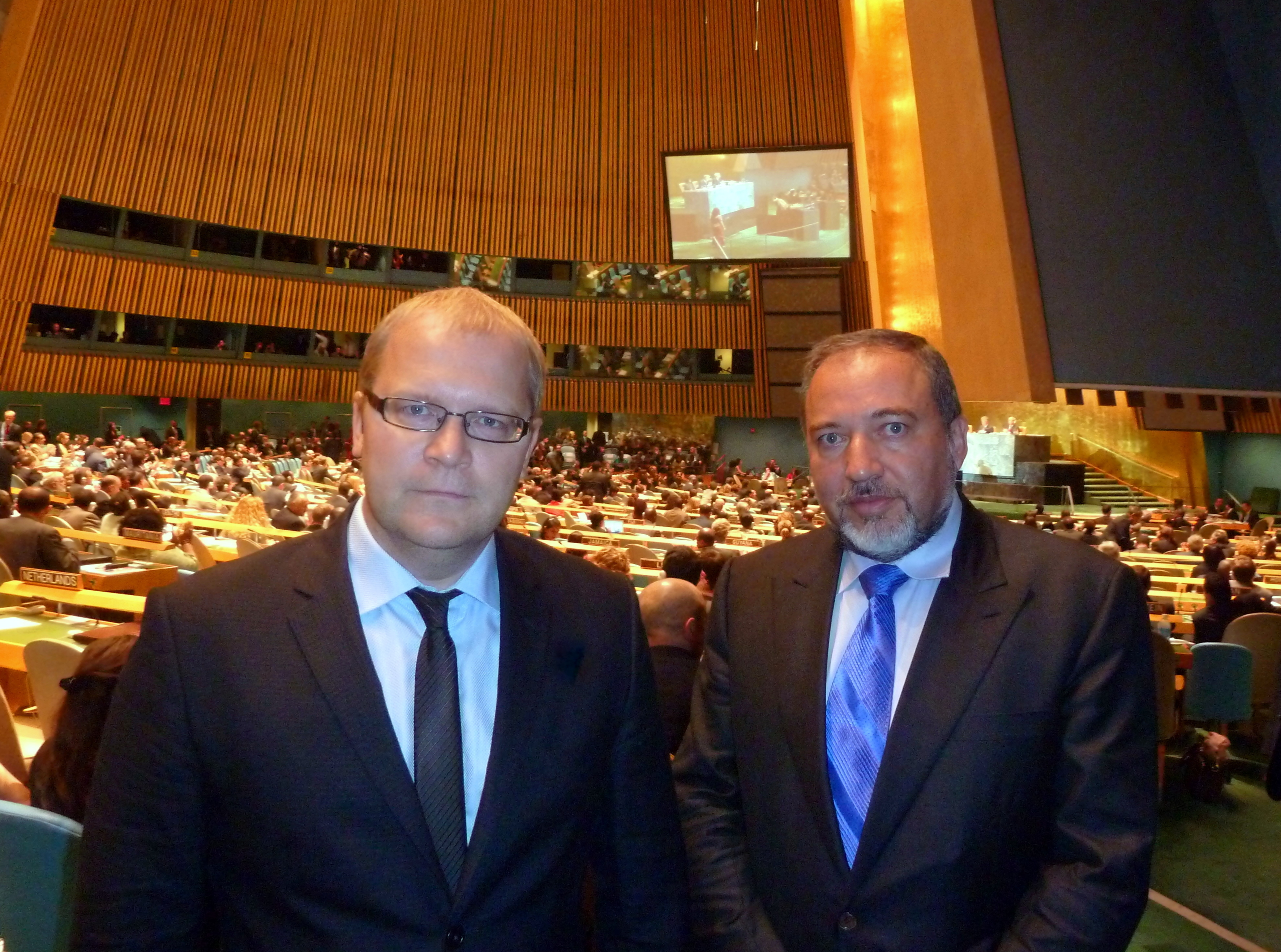
Либерман и министр иностранных дел Эстонии Урмас Пает в ООН, 2011

10 февраля 2009 года партия НДИ получила 15 парламентских мандатов. С 31 марта 2009 год по 16 декабря 2012 год Либерман — заместитель премьер-министра и министр иностранных дел во втором правительстве Нетанияху. В середине этого периода подал в отставку, чтобы доказать свою невиновность в суде после 17 лет не прекращающихся расследований. Как только был оправдан по всем пунктам, вернулся на министерский пост. За годы работы на этом посту Либерман открыл 10 новых израильских дипломатических представительств: в Мюнхене, Сан-Паулу, Санкт-Петербурге, в Тиране и в других столицах и городах разных стран. Либерман инициировал установление дипломатических отношений между Государством Израиль и Южным Суданом. Произошло улучшение отношений со многими другими странами в Центральной и Восточной Европе и в Африке. Был отменён визовый режим с Россией, Украиной, Грузией, Молдовой и Беларусью. В результате резко возросли объёмы товарооборота, укрепились бизнес-связи между Израилем и этими странами, увеличился туристический поток. 25 октября 2012 года Ликуд и НДИ договорились идти на выборы совместным списком, в котором Либерман стоял на втором месте после Нетаньяху.
Политический блок, состоящий из двух партий, был расформирован после того, как Нетаньяху нарушил соглашения и не выполнил свои обязательства при формировании блока. 6 декабря 2013 года министр иностранных дел Авигдор Либерман принял участие в «Форуме Сабана» в Вашингтоне и в беседе с журналистом газеты «Вашингтон Пост» Дэвидом Игнатиусом изложил свои взгляды на отношения Израиля с США, Евросоюзом, со странами Ближнего Востока и c Палестинской автономией. Правительство прекратило существование в результате парламентских выборов, которые состоялись 17 марта 2015 года, и Либерман освободил свой пост.
Президент Антидиффамационной Лиги Эйб Фоксман назвал Авигдора Либермана лучшим министром иностранных дел Израиля за многие годы.

## Министр обороны
(30.05.2016 — 14.11.2018)
25 мая 2016 года, премьер-министр Израиля Биньямин Нетаньяху объявил о намерении назначить Либермана министром обороны Израиля. Либерман, в свою очередь, согласился присоединить фракцию своей партии «Наш дом Израиль» к правящей коалиции, что дало премьер-министру парламентское большинство в один голос.

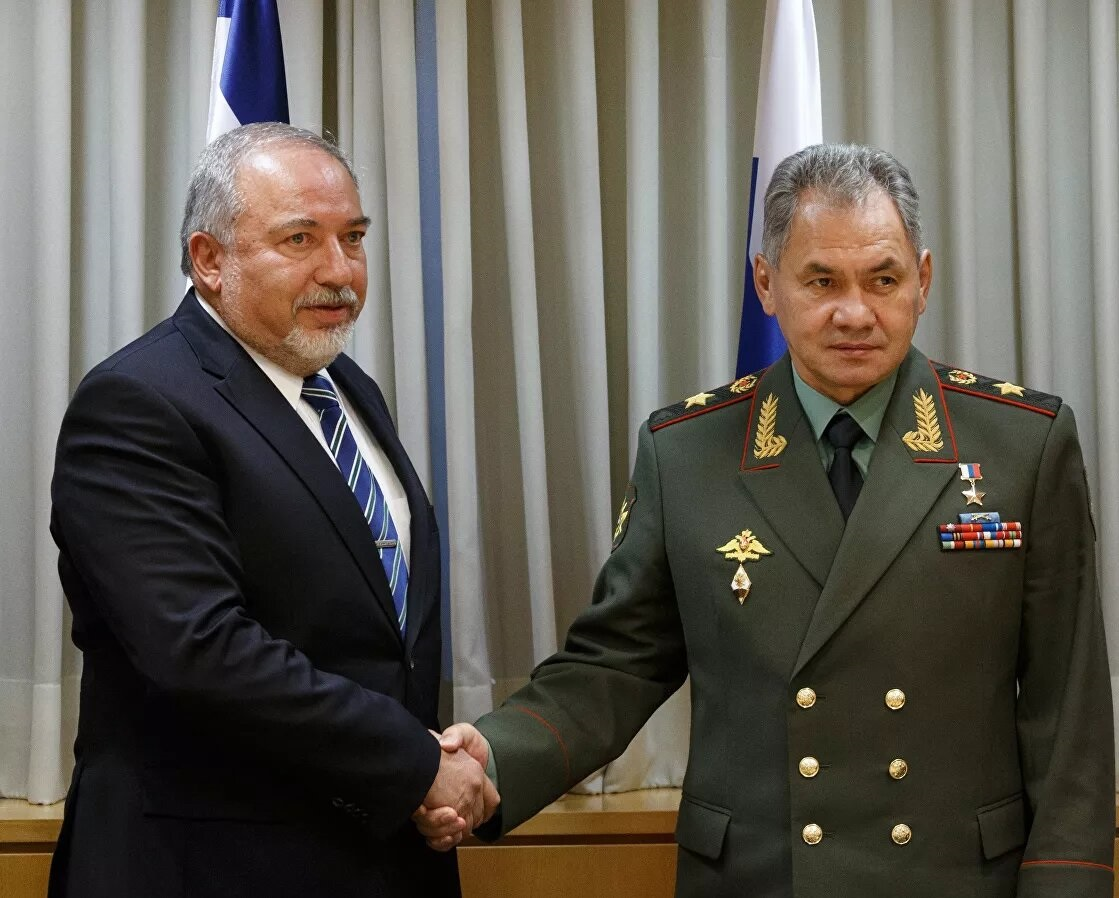
Встреча с Министром обороны России Сергеем Шойгу. Тель-Авив, 2017 год

Пост министра обороны Авигдор Либерман занял после двадцати лет тесного сотрудничества с различными структурами ЦАХАЛа, разведки, спецслужб, других служб безопасности. В течение многих лет он входил в состав военно-политического кабинета министров, участвовал в работе «закрытых» форумов по вопросам безопасности, возглавлял министерство стратегического планирования, министерство иностранных дел, а также комиссию Кнессета — по иностранным делам и обороне. Министр обороны Израиля генерал Моше Яалон подал в отставку в знак протеста против сделки Нетаньяху с партией Либермана, заявив при этом, что Израиль «захвачен опасными экстремистскими элементами».
В свою очередь Либерман подтвердил свою приверженность «ответственной и разумной политике». За первые 100 дней пребывания Либермана на посту министра обороны была разработана и внедрена новая концепция в сфере безопасности. Она включала в себя дифференциальную политику в Иудее и Самарии (т. н. программа «кнута и пряника») и изменение «правил игры» в секторе Газы.
Главный палестинский переговорщик Саиб Арикат предупредил, что назначение Либермана «приведёт к апартеиду, расизму, религиозному и политическому экстремизму».
В 2016 году Авигдор Либерман передал Биньямину Нетаньяху, Гади Айзенкоту и Герци ха-Леви секретный документ, в котором настаивал на необходимости проведения операции против ХАМАСа, поскольку террористическая организация готовится к нападению на Израиль. В документе было 11 страниц на которых пункт за пунктом перечислены намерения ХАМАСа, включая проникновение хорошо обученных коммандос на территорию Израиля, захват еврейских поселков и похищение людей. Основной целью террористов, согласно оценке Либермана, было «уничтожение Израиля до 2022 года и освобождение всех палестинских территорий». Предложение о проведении операции было отвергнуто.
В ноябре 2018 года по Израилю из Сектора Газы было выпущено большое количество ракет (только по Ашкелону 500). Министр обороны Авигдор Либерман предложил противостоять террористам из сектора Газа. Однако руководство страны решило иначе. В ответ Либерман подал в отставку. Он не согласился с решением о прекращении огня в секторе Газа, а также с переводом крупных сумм Хамасу.
В специальном заявлении Авигдор Либерман сказал, что его отставка вызвана прежде всего несогласием с курсом правительства в отношении ХАМАСа:

Я считаю, что вчерашнее решение о прекращении огня вкупе со всем процессом заигрывания с ХАМАСом — это капитуляция перед террором. Другое определение невозможно. Принятое правительством решение не имеет другого смысла, кроме капитуляции перед террором. Мы покупаем краткосрочный мир за счет разрушительного удара по национальной безопасности в долгосрочной перспективе.
Вопросы безопасности и борьба с террором
1. Период его работы на посту министра обороны пришёлся в самый разгар «интифады одиночек», стоившей жизни и здоровья множеству ни в чем не повинных людей. Благодаря избранной жёсткой линии, всего через пять месяцев это явление было полностью искоренено, и страна смогла вздохнуть спокойно.
2. За период его работы во главе Министерства обороны было разрушено 17 диверсионных туннелей на границе с сектором Газы и ликвидировано около 240 террористов.
3. По его инициативе были объявлены вне закона 13 враждебных организаций, в том числе «Движение аль-Сабарин за Палестину», организация «Канадиль» и «Палестинский национальный фонд». Помимо этого он взял на вооружение резолюции Совета Безопасности ООН, ставившие вне закона все подобные организации.
4. Инициировал создание в социальной сети Фейсбук страницы на арабском языке «аль-Мунаск» («Координатор»), целью которой является прямой диалог с палестинским населением без какого бы то ни было посредничества. Сегодня у этой страницы более полумиллиона подписчиков.
5. За время его пребывания в должности министра обороны экспорт военной продукции по итогам 2018 года составил более 9 миллиардов долларов. Заказы на производство этой продукции обеспечили работой около 85 тысяч граждан в центре страны и на периферии.

Противостояние тактическим и стратегическим угрозам
1. Создание ракетных войск, на вооружении которых будут стоять комплексы «земля-земля». Этот новый род войск позволит Государству Израиль быстро и эффективно реагировать на многие угрозы с минимальным риском для жизни наших солдат.
2. Во время периода его работы на посту министра обороны борьба с попытками Ирана усилить своё присутствие на территории Сирии велась без громких публикаций в СМИ, утечек информации и пустого бахвальства. Был полностью изменён подход к решению этой проблемы.
3. Был дан старт развитию технологии лазерного перехвата ракет и выделены значительные ассигнования на разработку лазерных систем противоракетной обороны. К 2021 году эти принципиально новые виды вооружений достигнут оперативной готовности.
4. ЦАХАЛ-2030 - проект подготовки Армии обороны Израиля к следующему десятилетию. Это  программа переоснащения - замена устаревших моделей бронетранспортёров на новые (модель «Эйтан») и приобретение новых артиллерийских систем. В рамках программы производится установка систем активной защиты на бронетранспортёрах и других видах боевой техники.

Помощь солдатам и резервистам ЦАХАЛа
1. На протяжении всего периода его работы командиры и солдаты ЦАХАЛа получали полную поддержку  на всех возможных форумах перед лицом необузданных нападок со стороны политиков.
2. Произведены реконструкция и благоустройство учебных баз бригад «Гивати», «Нахаль» и «Кфир».
3. Модернизирована инфраструктура на главном полигоне ЦАХАЛа в Цеэлим.
4. Принято решение о строительстве жилья для кадровых военных: около 600 единиц жилья будут построены в Лоде, Рамат-Ишае, Йокнеаме, Кфар-Врадим, Ашкелоне и Офакиме.
5. Либерман настоял, чтобы увольняющимся в запас по окончании военной службы солдатам, не использовавшим полностью свой денежный депозит («пикадон»), были возвращены их деньги. Общая сумма выплат составила десятки миллионов шекелей.
6. Помощь с жильём солдатам-одиночкам в течение первого года после увольнения в запас: получение пособия в размере до тысячи шекелей в месяц или бесплатное проживание в Домах солдата по всей стране.
7. Отменены все ограничения на предоставление военнослужащим боевых частей и резервистам, регулярно посещающим военные сборы («активным резервистам»), права бесплатно сдать или пересдать экзамены на аттестат зрелости.
8. Военнослужащим из малообеспеченных семей или тем, кто не имеет формального образования, значительно раньше (за три месяца до увольнения в запас) предоставляется право на бесплатную учёбу.
9. Резервистам командного состава предоставлена новая льгота в виде половины «бонусного» балла при начислении подоходного налога.
10. Денежная компенсация за посещение сборов резервистам, занимающимся предпринимательской или индивидуальной трудовой деятельностью, увеличена на 25%, причём вся сумма компенсации не будет облагаться подоходным налогом.
11. Продление с 5 до 10 лет права на получение льготной помощи из Фонда дополнительной поддержки и Фонда высшего образования «активным резервистам».
12. Отменено положение, согласно которому увольняющиеся в запас по окончании военной службы солдаты, получающие стипендии на образование, обязаны завершить обучение на первую академическую степень в течение 5 лет.
13. Его распоряжением отменено решение о закрытии военных училищ в Хайфе и Ор-Эционе.

Поддержка периферии
1. По распоряжению Либермана впервые была выработана многолетняя программа строительства бомбоубежищ и ракетных укрытий, а также сейсмического укрепления зданий в северных районах страны. Общая стоимость программы – 5 миллиардов шекелей.
2. Техническая школа ВВС перебазирована в Кармиэль.
3. Центр ремонта и техобслуживания военной техники отныне будет располагаться в Нацрат-Иллите.
4. Принято решение о строительстве в Араде нового военного завода, где будет создано более ста рабочих мест.

Укрепление статуса Иерусалима
1. Перевод военных колледжей в столицу, где они разместятся на обширной территории – около 39 дунамов – в Кирьят-Йовеле.
2. Перевод радиостанции «Галей-ЦАХАЛ» в Иерусалим и строительство нового помещения армейской радиостанции, которая станет частью военного городка. В его состав будет входить, среди прочего, новый военкомат и дом для солдат-одиночек.
3. Переедет в столицу и Музей Армии Обороны Израиля.

Борьба за призыв в армию ультраортодоксов 
В период работы в должности министра обороны Авигдор Либерман неустанно добивался решения проблемы призыва в армию учащихся йешив.
1. Для изучения данного вопроса по его распоряжению была создана специальная комиссия. Её рекомендации легли в основу законопроекта, принятого Кнессетом в первом чтении.
2. Проведена масштабная кампания по стимулированию призыва ультраортодоксов на военную службу. Её результатом стала мобилизация около 3070 учеников йешив уже в 2017 году.
3. Борьба с травлей в ортодоксальном секторе в отношении тех, кто идёт служить в армию, включая уголовные и административные меры против подстрекателей.
4. Построен Дом солдата для военнослужащих-ультраортодоксов.
5. Приняты меры по борьбе с уклонением от призыва среди ультраортодоксов.

Забота об особых группах населения
1. Разработан пакет пакет мер по стимулированию призыва на срочную службу бедуинов из южных районов страны и материальному поощрению мобилизованных.
2. Впервые открыты подготовительные армейские курсы для бедуинов.
3. Увольняющимся в запас по окончании военной службы солдатам-бедуинам выделены дополнительные земельные участки.
4. Созданы подготовительные курсы предвоенной подготовки «Эрез-Кинерет» для совместного обучения христиан, арамеев и евреев.
5. Сформирован региональный совет по работе с христианским сектором.
6. Построен мемориал погибшим солдатам-христианам.
7. Заложен краеугольный камень музея боевого наследия воинов-друзов в Касра-Самия, на который  выделено в общей сложности 30 миллионов шекелей, при содействии FIDF.
8. Увеличен маркетинговый бюджет проекта «Натив» - проекта, позволяющего солдатам неевреям по Галахе проходить гиюр во время службы в армии. Кроме того, была издана директива, согласно которой командиры подразделений обязаны направлять в этот проект солдат, которые хотят пройти гиюр.

Призыв «четвёртого поколения» в армию
Либерманом отдано распоряжение принимать на военную службу желающих служить в ЦАХАЛе правнуков евреев («четвёртое поколение»), не имеющих израильского гражданства.
Деятельность в Иудее и Самарии
Осознавая важность института еврейских поселений как воплощения «сионистской мечты», Авигдор Либерман всемерно поощрял расширение еврейского присутствия на территориях.
1. По решению правительства построено поселение Амихай, где будут проживать эвакуированные из форпоста Амона.
2. Легализация статуса форпоста Мигрон, который теперь признан санкционированным государством поселением.
3. Утверждён план строительства поселений Негохот, Рахелим и Брош ха-Бека.
4. Одобрен план строительства поселения Керем-Реим, которое стало частью поселения Тальмон.
5. Построено 300 единиц жилья в Бейт-Эле (вместо «строений Дрейноф», снесённых по распоряжению БАГАЦа в 2015 г.).
6. Завершено возведение защитной стены вдоль западной границы Бейт-Эля. Сооружение отделит этот населённый пункт от лагеря беженцев Джелазун и Рамаллы, откуда террористы обстреливали еврейские поселения.
7. Открыта дорога в объезд арабской деревни Наби-Элиас, ведущая в поселения Карней-Шомрон и Кдумим.
8. Ускорены подготовительные процедуры по прокладке объездных дорог вокруг деревень Хавара в Самарии и Аль-Аруба в Гуш-Эционе.
9. Демонтаж минных полей в Карней-Шомроне. На разминированной территории будут построены сотни единиц жилья.
10. Санкционировано продвижение в юридических инстанциях плана строительства около 200 единиц жилья и торгового центра в Карней-Шомрон.
11. Усовершенствованы средства безопасности и специальные зоны безопасности в 14 поселениях, в том числе в Отниэле, Али, Кармей-Цуре, Михмаше и Псагот.
12. Появилась новая технология, позволяющая распознавать террористов. (По понятным причинам, возможности этого оборудования разглашению не подлежат).
13. Началось жилищное строительство в поселении Натив ха-Авот: там установят 91 «каравиллу» (мобильные дома) на капитальном фундаменте. Позднее будет утверждён генеральный план возведения 350 единиц жилья.
14. Одержана важная победа в т.н. «финиковом деле», в рамках которого палестинцы требовали вернуть им земли, обрабатываемые израильскими фермерами. По решению БАГАЦа сельхозугодия остались за израильтянами.
15. Утверждена официальная символика еврейского поселения в Хевроне, что позволило легализовать его статус, а также выделять бюджетные ассигнования, производить обновление и ремонт инфраструктуры.
16. Впервые за более чем 20 лет построена 31 единица жилья (включая детские сады) в квартале Хизкия в Хевроне.
17. Получено разрешение на завершение сделки по приобретению Дома Леи и Рахель, что позволит израильскому покупателю немедленно вступить в права владения. (Это произошло вопреки рекомендации юридического советника правительства).
18. Подано юридическое заключение о возможности строительства жилья над старым зданием оптового рынка в Хевроне, возведённого на еврейской земле (принято юридическим советником правительства).
19. На протяжении периода его работы на посту министра обороны ежегодно выдавались разрешения на строительство в среднем 10 тысяч единиц жилья, что существенно больше, чем при его предшественниках (в среднем около 3 тысяч единиц жилья в год).
20. Впервые земля, используемая для армейских нужд, была выделена под строительство жилья. Речь идёт примерно о 40 поселениях, для расширения которых необходимо представить юридическое заключение. Были оформлены юридические заключения в соответствии с заранее установленными приоритетами, все они утверждены юридическим советником правительства, что позволило продвигать планы строительства в поселениях Кфар-Эцион, Маале-Эфраим и Эльазар.
21. Подано юридическое заключение о легализации статуса поселения Офра (в отношении экспроприации земли - также в пользу израильских поселенцев в этом районе).
22. Определение юрисдикции зоны C; начало эффективного противодействия захвату палестинцами земель в зоне C; издание соответствующих ордеров; изменение приоритетов судебного исполнения; перевод дел, которые рассматривались в БАГАЦе, в суд по административным вопросам при Иерусалимском окружном суде.
23. Легализован один из кварталов поселения Мицпе-Крамим (на основании параграфа закона, позволяющего проживание в обмен на компенсацию правообладателю).
24. Сокращена площадь армейских полигонов для выделения дополнительных площадей под строительство в Маале-Адумим, где будут построены тысячи единиц жилья.

Источник.

## Министр финансов

#### Предыстория избрания на должность
23 марта 2021 года в Израиле прошли парламентские выборы в Кнессет 24-го созыва.
Выборы проходили на фоне политического кризиса в Израиле, последствий пандемии коронавируса и уголовных расследований против главы правительства Нетаниягу.
Победившая на выборах партия Ликуд во главе c премьер-министром, на тот момент, Беньямином Нетаниягу и набравшая на выборах 30 мандатов, не смогла создать коалицию.
2 июня 2021 года было подписано коалиционное соглашение между партиями Еш Атид, Кахоль-лаван, Ямина, Авода, Исраэль Бейтейну, Тиква Хадаша, Мерец и Объединённый арабский список (PAAM) и было создано Тридцать шестое правительство Израиля. Правительство было приведено к присяге 13 июня 2021 года.
Министерство финансов Израиля возглавил глава партии Наш Дом Израиль, Авигдор Либерман.

#### Назначения в министерстве финансов

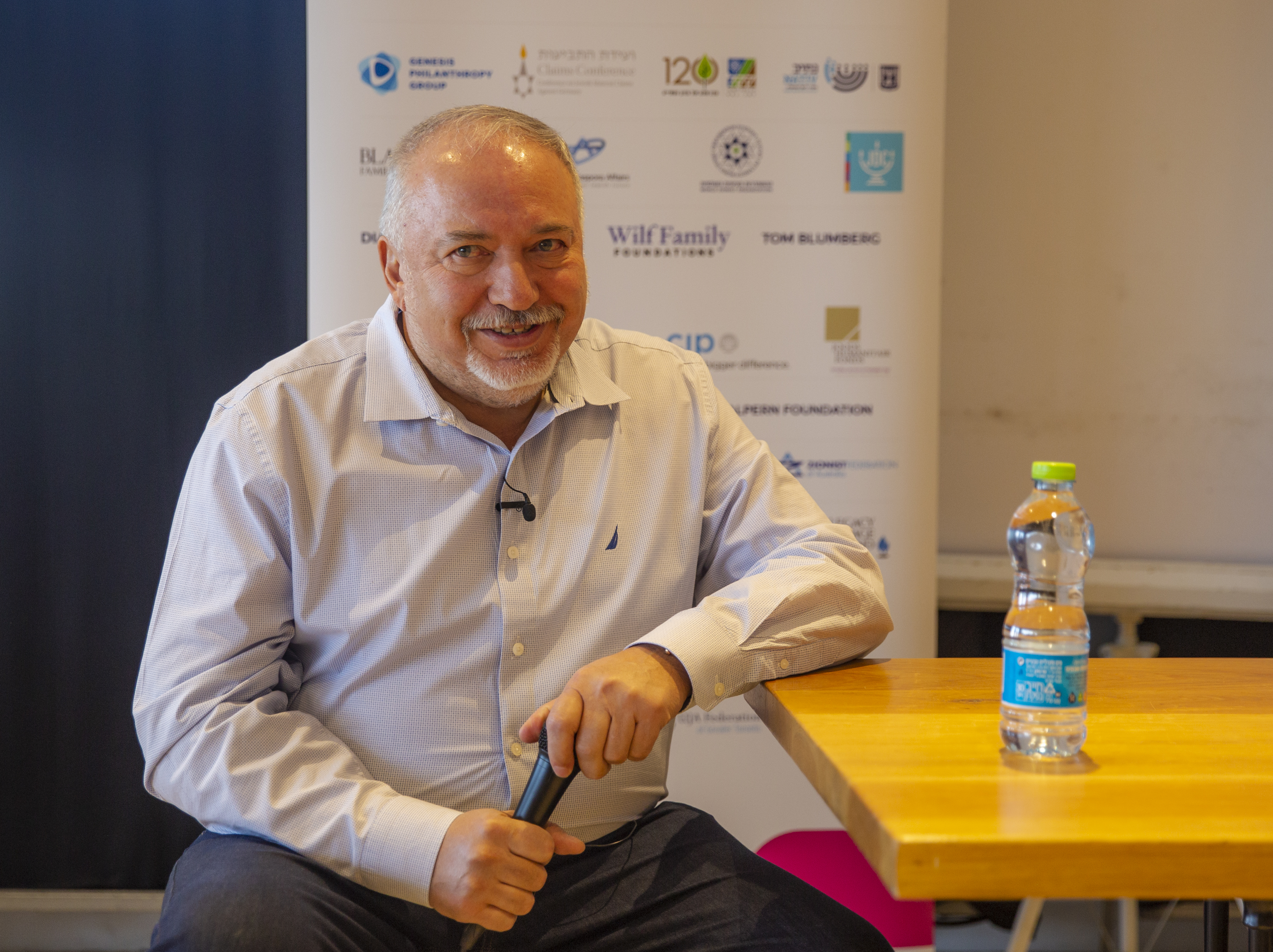
Авигдор Либерман. Выступление на фестивале Лимуд в Тверии. 2022

Генеральным директором министерства финансов стал Рам Белинков, заведующим бюджетным отделом министерства стал Йогев Градус, а финансовую комиссию возглавил член партии НДИ Алекс Кушнир.
Главным аудитором министерства финансов остался Яли Ротенберг

#### Фонд граждан Израиля (суверенный фонд благосостояния)
Предыстория
Суверенный фонд благосостояния Израиля или Фонд граждан Израиля был создан с целью управления доходами, полученными Государством Израиль, от налогов, взимаемых с прибыли, полученной от продажи его природных ресурсов, включая природный газ, нефть и минералов Мёртвого моря. Цель фонда — для будущих поколений. Фонд был образован в 2014 году (ивр. חוק קרן לאזרחי ישראל, התשע״ד–2014‎).
- Комиссия по надзору за Фондом для граждан Израиля (ивр. הוועדה המיוחדת לעניין הקרן לאזרחי ישראל‎) — Комиссия Кнессета, которая занимается фондом. В Кнессете 25-го созыва председатель комиссии — Лимор Сон Хар-Мелех. Авигдор Либерман член комиссии.

Министерство финансов и Фонд граждан Израиля
- Министр финансов Авигдор Либерман и министр министерства инноваций, науки и технологии Орит Фаркаш-Коэн инициировали на утверждение межминистерской комиссии по законодательству поправку к Закону о налогообложении прибыли от эксплуатации природных ресурсов.

Сбор налогов для фонда должен был начаться ещё в 2018 году, но было получено лишь около 50% суммы, необходимой для его функционирования. Проблема возникла в основном из-за механизма сбора средств фонда. Нынешнее правило гласит, что в случае возникновения спорных ситуаций компании могут отложить внесение денег. 
Предлагаемая поправка упрощает процедуру взимания сборов и решает проблему обжалований облагаемых сумм.
- 11 ноября 2021 года, во втором и третьем чтении Кнессет принял поправку к Закону о налогообложении прибыли от эксплуатации природных ресурсов. Корпорации, оспаривающие выплату сбора, обязаны будут его платить даже во время рассмотрения апелляций[65].
- 1 июня 2022 года фонд, после того как собрал минимальную сумму (1 миллиард шкалим) для его открытия, начал работать[66].
- В сентябре 2022 года поступления в фонд достигли примерно двух миллиардов шкалим[67].

#### Производительность труда в Израиле и OECD
За несколько месяцев до того как Авигдор Либерман стал министром финансов, он заказал в исследовательском институте Кнессета работу, которая сравнивает производительность труда в Израиле и странах OECD.
Исследование показало, что в 2019 году ВВП на душу населения в Израиле составил 41964 доллара по сравнению с 46376 долларами в среднем по странам OECD, разрыв в 9,5 %. ВВП за час работы в Израиле составлял 46,9 доллара в 2019 году (и всего 33,4 доллара в год эпидемии коронавируса 2020) по сравнению с 58,9 доллара в среднем в странах OECD (всего 43,3 доллара в 2020 году) — огромный разрыв в 20,4 % в 2019 году и 22,9 % в 2020. Израиль занимал 21-е место в 2019 году, но смог войти в клуб 20-и ведущих стран в 2020 году с ВВП на душу населения, благодаря тому, что экономики других стран сократились сильнее, чем в Израиле из-за пандемии. Израиль остаётся дорогой страной и по паритету покупательной способности занимал в 2020 году 35-е место.

#### Дефицит бюджета
В июне 2021 года дефицит бюджета составлял 8,8 миллиардов шекелей против 13,3 миллиардов шекелей в июне 2020 года.
Для уменьшения дефицита Либерман пошёл по пути Моше Кахлона, который был министром финансов. В 2018 году управление государственных компаний (Government Companies Authority) обратилось к нескольким предприятиям, чтобы те делили свои дивиденды от доходов также и с правительством.
В июне месяце 2022 года в бюджете Израиля уже был профицит 33 миллиардов шекелей.

#### Реформы и бюджет

##### Переход из банка в банк
- 26 июня на утверждение министров предложен закон, облегчающий переход из одного банка в другой в течение 7 дней и без комиссионных[73]. Закон вошёл в силу с 26 сентября 2021 года[74].

##### Пакетная сделка и минимальная зарплата
- После переговоров между минфином, Гистадрутом и руководителями организаций работодателей и промышленников, начатых Авигдором Либерманом сразу после вступления в должность[75], 3 ноября 2021 года было объявлено о подписании пакетного соглашения о минимальной зарплате и выходных днях. По соглашению минимальная зарплата до 2025 года должна быть поднята до 6000 шекелей (в момент подписания 5300 шекелей). Минимальное количество дней отпуска будет 13 дней, вместо 12[76][77] 13 февраля 2022 года Министерский комитет по законодательным вопросам принял эти изменения[78]. Пакетная сделка была принята Кнессетом в первом чтении 1 марта 2022 года[79][80], но вопрос о минимальной зарплате не был принят комиссией кнессета по труду и соцобеспечению (председатель комиссии Эфрат Райтен партия Авода), которая требовала пересмотреть начальное увеличение минимальной зарплаты[81]. 8 июня Авигдор Либерман, из-за сопротивления внутри коалиции, принял решение пересмотреть всю пакетную сделку[82]. 20 июня было принято решение о роспусске Кнессета и пакетную сделку заморозили. Её далнейшая судьба будет решаться Кнессетом 25 созыва, а минимальная зарплата будет повышена в апреле 2023 года в зависимости от средней зарплаты[83].

##### Налоговые льготы
30 мая 2022 года налоговое управление Израиля дало указание работодателям о выполнении постановления о налоговых льготах, ретроактивно с начала 2022 года.
Доплнение к зарплате нетто получили работающие родители у которых есть дети в возрастном промежутке от 6 до 12 лет. До сих пор налоговые льготы получали граждане страны у которых имеются дети до 6-и летнего возраста, а также льготы для женщин, инвалидов и постоянных жителей Израиля.
По данным Налогового управления, надбавку получат 610.000 налогоплательщиков. Бюджетная стоимость новых льгот составляет 2,1 млрд шекелей.
Это один из законов министерства финансов и его главы в рамках борьбы с дороговизной жизни.

#### Состояние экономики страны
После мер проведённых правительством Израиля и министерством финансов по оздоровлению экономики, после ограничений и локдаунов, связанных с эпидемией COVID-19,
началось оживление экономической деятельности.
Отношение государственного долга к ВВП (Debt-to-GDP Ratio Definition)
По данным министерства финансов на 19 января 2022 года отношение госдолга к ВВП в 2021 году снизилось с 71,7% в 2020 году до 70,3 %.
- По данным на январь 2023 года в 2022 года было очень резкое снижение отношения гос. долга к ВВП, которое достигло величины 60.9 %, то есть снизилось до уровня, который был до кризиса, связанного с коронавирусом[86][88]

Профицит/дефицит бюджета
Впервые за 35 лет профицит бюджета за 2022 год составил 9.8 миллиардов шекелей, что составляет 0.6 % от ВВП.

## В оппозиции 2023 — н. в.
В 2023 году после победы коалиции Нетаньяху занял позицию резкого критика правительства. Либерман - последовательный противник судебной реформы и считает что она имеет негативные экономические последствия.
Также Либерман критикует правительство за финансирование ультра-ортодоксальных учебных заведений и продвигает принцип отделения религии от государства.

## Уголовные расследования
Попытки судебного преследования Либермана не прекращались с конца 90-х годов.
«12 лет назад (1996) я стал генеральным директором министерства главы правительства, и с тех пор не было ни дня, чтобы против меня не велось какое-нибудь расследование. Следствие, сопровождающееся постоянными и целенаправленными утечками информации, до сих пор так ничем и не закончилось.»
— заявил Авигдор Либерман ещё в 2008 году.
С июля 1996 года, чем выше поднимался Авигдор Либерман по карьерной лестнице, тем чаще открывались (и затем закрывались) «дела» против него. Как только закрывалось какое-то «дело» через месяц-два открывалось следующее или возобновлялось какое-то из «старых» под предлогом вскрытия «новых» обстоятельств. Всякий раз, как только становилось известно, что Либерман получает значимый пост, немедленно всплывало «дело Либермана». Одно из дел было закрыто в 2008 году, а в 2009 году, за несколько недель до выборов полиция неожиданно объявила, что располагает новыми доказательствами и возобновила следствие против Либермана в «новой» формулировке.
Ведение дел растягивалось на продолжительное время, следствие велось с многочисленными нарушениями. Об этом в своих выводах заявили судьи Рубинштейн и Маца, давшие резко негативное заключения о действиях генерала полиции Моше Мизрахи, устроившего незаконное прослушивание телефонных разговоров Либермана накануне выборов 1999 года. Следователи оказывали давление на члена муниципального совета и на члена кнессета, в попытке добиться показаний, уличающих Либермана в каких-либо преступлениях. В том же месяце Мизрахи был отстранён от должности начальника Следственного управления полиции, но продолжал служить в полиции до июля 2006 года. Сам Либерман утверждал, что такое беспрецедентно долгое расследование, равно как и периоды особой активности полиции за прошедшие годы, имеют политические причины.
Допросы следовали за допросами. Либерман отвечал на вопросы следователей по 7-8 часов.
13 декабря 2012 года Юридический советник правительства Израиля Йехуда Вайнштейн официально объявил о том, что обвинения по всем прошлым подозрениям Либерману предъявлены не будут — таким образом, Й. Вайнштейн «решил закрыть главное дело за недостатком улик». Вместе с тем, он сообщил о предъявлении Либерману нового обвинения в мошенничестве и нарушении общественного доверия по делу бывшего посла в Белоруссии Зеэва Бен-Арье.
14 декабря Либерман объявил о решении подать в отставку с постов Министра иностранных дел и заместителя Премьер-министра, отметив что «такое решение было принято, несмотря на то, что по закону он не обязан этого делать». При этом, он «выразил надежду, что суд оправдает его ещё до выборов». Пост министра иностранных дел временно занял Премьер-министр Нетаньяху, который также «выразил надежду на то, что невиновность Либермана будет доказана в кратчайшие сроки».
В сентябре 2013 года Высший суд справедливости (БАГАЦ) отклонил иск организации ОМЕЦ и депутата Кнессета Мики Розенталя («Авода»), требовавших отменить решение Вайнштейна закрыть «дело Либермана» и открыть его заново. В ответе Вайнштейна, поданным от имени государства, он подчеркнул, что «податели апелляции умолчали о том, что за 17 лет полиции и прокуратуре не удалось собрать улики по так называемому „крупному делу“ — не помогло даже тайное прослушивание телефонов лидера НДИ и членов его семьи. Умолчали податели апелляции и о том, что поиск улик вёлся не только в Израиле, но и за рубежом, но даже эта крайняя мера нисколько не укрепила доказательную базу. В результате юридический советник правительства был вынужден положить конец многолетнему преследованию Авигдора Либермана».

### Решение Мирового суда
6 ноября 2013 года Мировой суд в Иерусалиме оправдал главу партии НДИ Авигдора Либермана по последнему из оставшихся пунктов обвинения. Решение принималось коллегией из трёх судей. Председатель суда подчеркнула, что суд не нашёл в действиях Либермана ни злого умысла, ни факта злоупотребления общественным доверием.

## Обвинения в антиарабском расизме
Многие комментаторы, включая организации израильских арабов, обвиняют Либермана в антиарабском расизме. Кристофер Шульт из журнала Der Spiegel пишет, что у Либермана репутация «злобного расиста». М. Дж. Розенберг из газеты Los Angeles Times охарактеризовал предвыборную программу Либермана как откровенно «антиарабскую». Дафна Барам из газеты Гардиан назвала его «архирасистом». Ричард Коэн из газеты Вашингтон Пост отметил, что будучи националистом, Либерман также является и «антиарабским демагогом».
Эрик Иоффе, президент Союза реформистского иудаизма, заявил, что предвыборная кампания Либермана:

… возмутительная, гнусная, полна ненависти, до краев наполнена подстрекательством… Если её оставить без ответа, она может привести Израиль к вратам ада.

Мартин Перец, главный редактор журнала Новая Республика, назвал Либермана «неофашистом, гангстером с дипломом, израильским аналогом Йорга Хайдера».

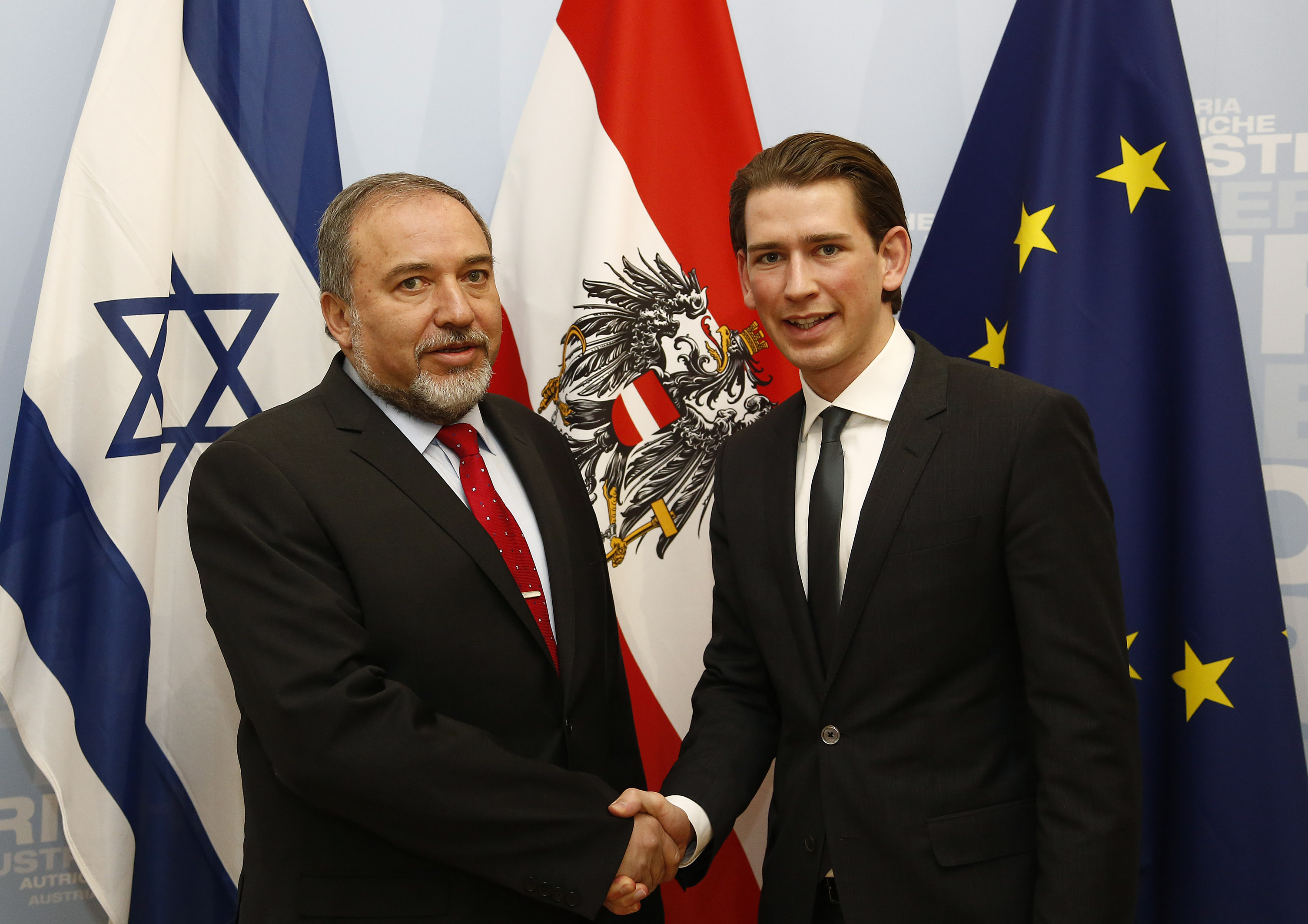
Либерман и Себастьян Курц в Вене, 2014

Во время предвыборной кампании 2009 года, израильская партия Мерец, занимающая левую позицию в израильской политике, выпустила лифлет для членов партии, в котором Либерман сравнивался с Жан Мари Ле-Пеном во Франции, Йоргом Хайдером в Австрии и Владимиром Жириновским в России.
В 2006 году депутат Ахмед Тиби от арабской партии РААМ-ТААЛ потребовал возбудить уголовное дело по обвинению в «подстрекательстве на почве расизма» после того как А. Либерман «сравнил арабских депутатов кнессета с пособниками нацистов и заявил, что их ждёт такой же конец», но заместитель Генерального прокурора Шай Ницан не нашёл оснований для возбуждения уголовного дела, отметив, что «эти высказывания не содержат призывов к насилию, они также не имеют расистской окраски».

### Критика подобных обвинений
Ряд источников отмечают необоснованность обвинений в расизме в адрес А. Либермана и его партии, называя их «навешиванием ярлыков». Так, Йегуда Бен-Меир в газете «Гаарец» пишет, что «приклеивание … Либерману ярлыка „фашиста“» со стороны его политических противников из левого и арабского секторов политического спектра «оскорбляет тех, кто голосовал за него, и наносит гигантский ущерб Израилю», и называет расизмом отрицание права еврейского народа на своё государство со стороны лидеров израильских арабов. При этом не все среди израильских арабов поддерживают позицию своих лидеров: некоторые не считают, что А. Либерман является их врагом, и поддерживают один из главных принципов НДИ — «без лояльности нет гражданства». Также отмечается, что именно «расист» А. Либерман, будучи министром, способствовал развитию бедуинских населённых пунктов и «поставил на видные посты в дипломатической службе эфиопов, арабов-бедуинов, друзов и членов меньшинств». Эйтан Бен-Элиягу, бывший заместитель главы Моссада и начальника Генерального штаба считает, что А. Либерман «далёк от какого бы то ни было экстремизма».
Сам А. Либерман категорически отвергает обвинения в расизме, приводя в пример законодательство таких стран как США и Великобритания, требующее от кандидатов на гражданство заявление о лояльности государству; он отмечает, что лишь хочет, «чтобы Израиль остался сионистским, еврейским и демократическим государством», и что «в этих принципах нет ничего „ультра“». При этом он подчеркнул, что поддерживает «создание жизнеспособного палестинского государства». Когда же лидер партии «Авода» Шели Яхимович назвала расистским предложенный НДИ закон об обязательной службе для всех граждан Израиля, он заявил: «не пойму, при чём тут расизм, если законопроект предлагал всеобщую службу, либо как „срочники“, либо как „альтернативщики“? Всем. Евреям. Мусульманам. Христианам…».

## Награды
- Орден Почёта (Молдавия, 2008 год)[127]